# Trachelipus trilobatus
Trachelipus trilobatus là một loài chân đều trong họ Trachelipodidae. Loài này được Stein miêu tả khoa học năm 1859.